# Bugojanska skupina
Hrvatske oružane postrojbe "Planinske lisice“, poznatije kao Bugojanska skupina, odnosno Fenix skupina naziv je za paravojnu skupinu koja je ušla na područje Jugoslavije 20. lipnja 1972., s ciljem da pokrene pobunu i sruši Jugoslaviju. Bugojansku skupinu je organiziralo Hrvatsko revolucionarno bratstvo (HRB), tajna organizacija koja je bila osnovana 1961. u Australiji i koja je djelovala i u Europi te u SAD-u. Osnovni cilj HRB-a bilo je odvajanje Hrvatske od Jugoslavije.

## Povijest nastanka
Nakon gušenja Hrvatskog proljeća, HRB je bio uvjeren da je u Hrvatskoj bila povoljna klima za pokretanje oružanog ustanka. Nakon kratke pripreme, HRB je organizirao ljudstvo, oružje i novčanu potporu za slanje inicijalne skupine koja je imala zadaću pokrenuti ustanak na području južne Hrvatske, Like i Hercegovine. Većina boraca i novca došla je iz Australije, dok je vojna oprema bila nabavljena u Njemačkoj.
Kratke završne pripreme bile su u kampu Garanasu u Austriji, uz austrijsko-jugoslavensku granicu. Ondje su se okupila dvadeset i trojica boraca. Nisu svi otišli u akciju. Austrijska je policija uhitila Franu Peričića i Stipu Crnogorca, od akcije je odustao Marko Logarušić. Četvrti iz kampa koji nije otišao u akciju bio je Marko Mudronja koji je samo bio logistička potpora i nije bio predviđen za akciju. U samoj akciji su trebali sudjelovati još neki ljudi koji su iz raznoraznih razloga bili spriječeni ili su sami odustali. U akciji je tako trebao sudjelovati i glavni tajnik HRB-a Josip Senić, no UDBA ga je smaknula tri mjeseca prije.
Skupina se je ubacila preko Dravograda u Jugoslaviju, 20. lipnja 1972., s ciljem da stigne na Tromeđu tj. na planinu Radušu, na području općine današnjeg Uskoplja. Već 25. lipnja 1972. dolazi do prvog sukoba Bugojanske skupine s milicijom, a potom s JNA, i Teritorijalnom obranom. Jugoslavenske snage činilo je oko 30.000 pripadnika SUP-a (milicije), JNA i TO, koje su pokušale uništiti Bugojansku skupinu. To im je naposljetku i uspjelo, uz pomoć doušnika i UDBA-e, tek 24. srpnja 1972.
Desetorica pripadnika Bugojanske skupine izgubila su živote na različitim mjestima u BiH tijekom sukoba, a devetorica su bila zarobljena i pogubljena. Strijeljanje je izvršeno u Rakovici blizu Sarajeva.
Bugojansku skupinu činilo je 19 članova HRB:
| - Ambroz Andrić - Adolf Andrić - Pavao Vegar - Ilija Glavaš - Đuro Horvat | - Vejsil Keškić - Viktor Kancijanić (Kocijančić) - Petar Bakula (revolucionar) - Ludvig Pavlović - Mirko Vlasnović | - Ilija Lovrić - Filip Bešlić - Stipe Ljubas - Vlado Miletić - Vinko Knez | - Ivan Prlić - Nikola Antunac - Vilim Eršek - Vidak Buntić |

Primjer Bugojanske skupine nekoliko je godina uspješno sprovodila Skupina Matičević – Prpić.

## Odrazi u literaturi i filmu
Temeljem ovog događaja je snimljena i TV-serija, "Brisani prostor". Đorđe Ličina je napisao roman Dvadeseti čovjek. Bože Vukušić je napisao knjigu HRB, Hrvatsko revolucionarno bratstvo – Rat prije rata. Prema ovoj knjizi napravljen je scenarij dokumentarni film redatelja Tomislava Šange o ovoj akciji Akcija Feniks 72.

## Vanjske poveznice
- Ramski branitelji Analiza: Akcija "Fenix '72," ( s hrsvijet-a)